# Мачида, Лиото
Лиоту Карвалью Машида (МФА (порт.): liˈotu maˈʃidɐ, порт. Lyoto Carvalho Machida; род. 30 мая 1978 года в городе Белен, штат Пара, Бразилия) — японско-бразильский боец смешанных боевых искусств, выступающий в Bellator MMA. Бывший чемпион UFC в полутяжёлом весе. В его активе множество побед над известными бойцами: Би Джей Пенном, Тито Ортисом, Рашадом Эвансом, Рэнди Кутюром и Маурисиу Руа. Сын японского мастера сётокан, Мачида использует своеобразный стиль, который заключается в применении широкой стойки сётокан и стратегии быстрых передвижений.

## Ранние годы
Мачида родился в городе Салвадор, в семье главы бразильского филиала Японской Ассоциации сётокан каратэ, Ёсидзо Матиды, и бразильянки Аны Клаудии. Выросший в Белене, Лиото начал заниматься карате в возрасте трёх лет и к тринадцати годам получил чёрный пояс. Кроме того, он начал изучать сумо в двенадцать лет, а в пятнадцать — заинтересовался бразильским джиу-джитсу.
Мачида выиграл несколько любительских турниров по карате, в том числе Пан-Американский турнир по карате в 2001 году.
Став взрослым, он дважды становился чемпионом Бразилии, и занял второе место в чемпионате Южной Америки. Лиото завоевал американский чёрный пояс по джиу-джитсу в бою с Рафаэлем Ловато-младшим на LA Sub X. В дополнение к своим достижениям в спорте у него есть высшее образование в области физического воспитания. Братья Лиото пошли по разным путям, Тиндзо многие годы выступал на соревнованиях по сётокан каратэ, а Кэндзо Мачида стал тележурналистом в одной из крупнейших телекомпаний в Бразилии.

## Ultimate Fighting Championship

### Дебют в UFC
Мачида дебютировал на UFC в предварительных боях 67 чемпионата против Сэма Ходжера и выиграл единогласным решением судей. На UFC 70 он уже участвовал в основном турнире и выиграл бой единогласным решением судей у Дэвида Хита. Затем он встречается с бойцом, практикующем дзюдо и выступавшим на Pride Fighting Championships Кадзухиро Накамурой на UFC 76. Мачида побеждает единогласным решением судей.
На UFC 79 Мачида сталкивается с Рамо Тьерри Сокоджу. Лиото стал первым бойцом, одержавшим над ним победу, заставив сдаться камерунца во втором раунде.
На UFC 84 его соперником стал Тито Ортис. Этот бой Лиото тоже выиграл единогласным решением судей с счётом 30-27. Бой против непобедимого бразильского бойца Тиагу Силва был запланирован на UFC 89 в Бирмингеме, Англия, однако был отложен из-за травмы спины Силвы. Поединок в конечном счете состоялся на UFC 94. После нескольких нокдаунов Мачиде удалось победить соперника в конце первого раунда и заработать бонус в размере $65 000.

### Чемпионство в полутяжёлом весе
Мачида встречается с Рашадом Эвансом в следующем бою на UFC 98. В этом бою Лиото также одерживает победу нокаутом, нанеся первое поражение в карьере Эванса, тем самым продолжив свою беспроигрышную серию, и став чемпионом UFC в полутяжёлом весе.

#### Спор: Мачида против Руа
Следующим претендентом на титул стал ветеран «Pride FC» — Маурисиу «Сёгун» Руа. Бой состоялся 24 октября 2009 года на UFC 104. Мачида одерживает победу единогласным решением с счётом 48-47. Один из судей (Нельсон Хэмильтон) позже прокомментировал в послематчевом интервью, что ему было плохо видно бой в течение четвёртого раунда из-за помех и что после пересмотра повтора, он скорее всего отдал бы раунд Руа. Однако, поскольку решение было единогласным, такое положение всё равно привело бы к решению в 2-1 раздельным решением в пользу Мачиды.
Большое количество бойцов ММА после боя высказались в поддержку этого решения. Среди них были и Антонио Родриго Ногейра, Андерсон Силва, Жуниор дос Сантос, Хосе Альдо и Рафаэль Кавальканте. Однако следует отметить, что все вышеупомянутые спортсмены тренируются с Лиото.
Анализ после боя Fightmetric показал что Руа был более агрессивным и нанёс больше ударов чем Мачида, в то время как CompuStrike сообщил, что Лиото пропустил почти в два раза больше ударов. И Fightmetric и CompuStrike сообщили на своих сайтах, что эта информация не предназначена для вынесения решения в ММА событиях, и это просто способ для отслеживания активности борца.

#### Матч-реванш
Из-за споров вокруг этого решения, 8 мая 2010 года, на UFC 113 в Монреаль, Квебек, Канада, Мачида и Маурисиу Руа сталкиваются друг с другом снова, через семь месяцев после их первого боя. Это был долгожданный матч-реванш. Оба бойца начали агрессивно с активного размена ударами. Руа неплохо оборонялся на спине во время борьбы. На 3 минуте 1-го раунда «Шоган» сбил Мачиду с ног и мощными ударами завершил бой, тем самым нанеся Лиото первое поражение в его карьере.

### Новая возможность
Затем Мачида встретился с Куинтоном Джексоном на UFC 123. Решение в этом бою выносилось по итогам первого раунда, где Джексон был сильнее, так как во 2 раунде бой был почти равен, с небольшим преимуществом Квинтона, а самый важный 3 раунд явно выиграл Мачида.
В конце финального раунда, Rampage был объявлен победителем по очкам (29-28, 29-28, 28-29). Однако, поскольку президент UFC Дана Уайт посчитал победу Джексона убедительной, он отклонил возможность немедленного матча-реванша.
Президент UFC Дана Уайт сказал в январе 2011 года, что для Лиото необходима победа в предстоящем поединке против члена Зала Славы UFC Рэнди Кутюра. Мачида одержал победу над Рэнди Кутюром на UFC 129 в Торонто нокаутом ударом ноги в прыжке, который стал одним из самых красивых моментов за всю историю UFC.
Дана Уайт прокомментировал, что Мачида после этого боя вернул себе место претендента на титульный бой, который может произойти в ближайшее время, в зависимости от результатов боёв Рэмпэйдж против Хэмилл и Гриффина с Руа.

### Титульный бой на UFC 140 (Jones vs Machida)
Бой проходил 10 декабря 2011 года. Лиото активно начал бой его удары проходили в голову Джонса, по мнению многих, первый раунд был за ним. Однако во втором раунде Джон Джонс провёл сильный прямой в голову, чем очень потряс бразильца, после он сразу поймал Лиото на удушающий приём гильотина (в стойке), тем самым нанеся ему третье поражение.

### Стиль боя
Мачида использует уникальный, неортодоксальный стиль в ММА, который сочетает в себе разнообразные элементы. За необычный стиль ведения боя его как критикуют, так и хвалят. Он основан главным образом на Сётокан каратэ и бразильском джиу-джитсу, но и объединяет приёмы из борьбы и сумо, что, как говорит Мачида, делает его «полностью готовым к любой ситуации» во время боя. Его стиль часто описывается как «неуловимый». В то же время его рассудительный и немного осторожный стиль иногда считают скучноватым. Мачиду часто критикуют за недостаточную агрессивность, и за большое количество боёв, которые заканчиваются решением судей. В ответ на эту критику, Мачида сказал: «Если вам не нравится, извините. Я всегда стараюсь победить.»
После победы над Рашадом Эвансом на UFC 98, в после матчевом интервью Мачида объявил своим поклонникам: «Каратэ возвращается! Мачида каратэ!». Многие поклонники называют свой стиль как «Мачида Каратэ» с тех пор.

## Личная жизнь
Жена Фабиола Мачида. У пары есть два сына — Тайо (род. сентябрь 2008) и Кайто (род. 2010). Брат — Шиндза Мачида.

## Титулы и достижения
- Ultimate Fighting Championship
  - Чемпион UFC в полутяжёлом весе (один раз)
  - Обладатель премии «Лучший нокаут вечера» (четыре раза) против Тиагу Силвы, Рашада Эванса, Рэнди Кутюра и Марка Муньоса
  - Обладатель премии «Лучший бой вечера» (три раза) против Джона Джонса, Гегарда Мусаси и Криса Вайдмана
  - Обладатель премии «Выступление вечера» (два раза) против Си Би Доллауэя и Витора Белфорта
- Sherdog
  - Лучший нокаут года (2011) против Рэнди Кутюра[1]
- Black Belt
  - Лучший боец года (2009)[2]
- MMAJunkie.com
  - Лучший бой месяца (июль 2014) против Криса Вайдмана[3]

## Статистика
| Боёв 38  | Побед 26 | Поражений 12 |
| -------- | -------- | ------------ |
| Нокаутом | 11       | 4            |
| Сдачей   | 2        | 2            |
| Решением | 13       | 6            |

| Результат | Рекорд | Соперник           | Способ                                   | Турнир                                | Дата             | Раунд | Время | Место                       | Примечание                                                                 |
| --------- | ------ | ------------------ | ---------------------------------------- | ------------------------------------- | ---------------- | ----- | ----- | --------------------------- | -------------------------------------------------------------------------- |
| Поражение | 26–12  | Фабиан Эдвардс     | KO (удар локтем и добивание)             | Bellator 281                          | 13 мая 2022      | 1     | 3:18  | Лондон, Англия              | Вернулся в средний вес                                                     |
| Поражение | 26–11  | Райан Бейдер       | Единогласное решение                     | Bellator 256                          | 9 апреля 2021    | 5     | 5:00  | Анкасвилл, Коннектикут, США | Четвертьфинал Гран-при Bellator в полутяжелом весе                         |
| Поражение | 26-10  | Фил Дэвис          | Раздельное решение                       | Bellator 245                          | 12 сентября 2020 | 3     | 5:00  | Анкасвилл, США              |                                                                            |
| Поражение | 26-9   | Гегард Мусаси      | Раздельное решение                       | Bellator 228                          | 28 сентября 2019 | 3     | 5:00  | Инглвуд, США                |                                                                            |
| Победа    | 26-8   | Чейл Соннен        | TKO (колено в прыжке и добивание)        | Bellator 222                          | 14 июня 2019     | 2     | 0:22  | Нью-Йорк, США               |                                                                            |
| Победа    | 25-8   | Рафаэл Карвалью    | Раздельное решение                       | Bellator 213                          | 15 декабря 2018  | 3     | 5:00  | Гавайи, США                 |                                                                            |
| Победа    | 24-8   | Витор Белфорт      | KO (удар ногой)                          | UFC 224                               | 12 мая 2018      | 2     | 1:00  | Рио-де-Жанейро, Бразилия    | «Выступление вечера» (2)                                                   |
| Победа    | 23-8   | Эрик Андерс        | Раздельное решение                       | UFC Fight Night: Machida vs. Anders   | 3 февраля 2018   | 5     | 5:00  | Белем, Бразилия             |                                                                            |
| Поражение | 22-8   | Дерек Брансон      | KO (удары)                               | UFC Fight Night: Machida vs. Branson  | 30 октября 2017  | 1     | 1:26  | Сан-Паулу, Бразилия         |                                                                            |
| Поражение | 22-7   | Йоэль Ромеро       | KO (удары локтями)                       | UFC Fight Night: Machida vs. Romero   | 27 июня 2015     | 3     | 1:28  | Голливуд, США               |                                                                            |
| Поражение | 22-6   | Люк Рокхолд        | Сдача (удушение сзади)                   | UFC on Fox: Machida vs. Rockhold      | 18 апреля 2015   | 2     | 2:31  | Ньюарк, США                 |                                                                            |
| Победа    | 22-5   | Си Би Доллауэй     | TKO (удар ногой в корпус и удары руками) | UFC Fight Night: Machida vs. Dollaway | 20 декабря 2014  | 1     | 1:02  | Баруэри, Бразилия           | «Выступление вечера» (1)                                                   |
| Поражение | 21-5   | Крис Вайдман       | Единогласное решение                     | UFC 175                               | 5 июля 2014      | 5     | 5:00  | Лас-Вегас, США              | Бой за титул чемпиона UFC в среднем весе. «Лучший бой вечера» (3)          |
| Победа    | 21-4   | Гегард Мусаси      | Единогласное решение                     | UFC Fight Night: Machida vs. Mousasi  | 15 февраля 2014  | 5     | 5:00  | Рио-де-Жанейро, Бразилия    | «Лучший бой вечера» (2)                                                    |
| Победа    | 20-4   | Марк Муньос        | KO (удар ногой в голову)                 | UFC Fight Night: Machida vs. Munoz    | 26 октября 2013  | 1     | 3:10  | Манчестер, Великобритания   | Дебют в среднем весе. «Лучший нокаут вечера» (4)                           |
| Поражение | 19-4   | Фил Дэвис          | Единогласное решение                     | UFC 163                               | 3 августа 2013   | 3     | 5:00  | Рио-де-Жанейро, Бразилия    |                                                                            |
| Победа    | 19-3   | Дэн Хендерсон      | Раздельное решение                       | UFC 157                               | 23 февраля 2013  | 3     | 5:00  | Анахайм, США                |                                                                            |
| Победа    | 18-3   | Райан Бейдер       | KO (удар)                                | UFC on Fox: Shogun vs. Vera           | 4 августа 2012   | 2     | 1:32  | Лос-Анджелес, США           |                                                                            |
| Поражение | 17-3   | Джон Джонс         | Техническая сдача (гильотина со стойки)  | UFC 140                               | 10 декабря 2011  | 2     | 4:26  | Торонто, Канада             | Бой за титул чемпиона UFC в полутяжёлом весе. «Лучший бой вечера» (1)      |
| Победа    | 17-2   | Рэнди Кутюр        | KO (прямой удар ногой в прыжке)          | UFC 129                               | 30 апреля 2011   | 2     | 1:05  | Торонто, Канада             | «Лучший нокаут вечера» (3)                                                 |
| Поражение | 16-2   | Куинтон Джексон    | Раздельное решение                       | UFC 123                               | 20 ноября 2010   | 3     | 5:00  | Оберн-Хилс, США             |                                                                            |
| Поражение | 16-1   | Маурисиу Руа       | KO (удары)                               | UFC 113                               | 8 мая 2010       | 1     | 3:35  | Монреаль, Канада            | Утратил чемпионский титул UFC в полутяжёлом весе                           |
| Победа    | 16-0   | Маурисиу Руа       | Единогласное решение                     | UFC 104                               | 24 октября 2009  | 5     | 5:00  | Лос-Анджелес, США           | Защитил (1) титул чемпиона UFC в полутяжёлом весе                          |
| Победа    | 15-0   | Рашад Эванс        | KO (удары)                               | UFC 98                                | 23 мая 2009      | 2     | 3:57  | Лас-Вегас, США              | Завоевал титул чемпиона UFC в полутяжёлом весе. «Лучший нокаут вечера» (2) |
| Победа    | 14-0   | Тиагу Силва        | TKO (удары)                              | UFC 94                                | 31 января 2009   | 1     | 4:59  | Лас-Вегас, США              | «Лучший нокаут вечера» (1)                                                 |
| Победа    | 13-0   | Тито Ортис         | Единогласное решение                     | UFC 84                                | 24 мая 2008      | 3     | 5:00  | Лас-Вегас, США              |                                                                            |
| Победа    | 12-0   | Сокуджу            | Сдача (ручной треугольник)               | UFC 79                                | 29 декабря 2007  | 2     | 4:20  | Лас-Вегас, США              |                                                                            |
| Победа    | 11-0   | Кадзухиро Накамура | Единогласное решение                     | UFC 76                                | 22 сентября 2007 | 3     | 5:00  | Анахайм, США                |                                                                            |
| Победа    | 10-0   | Дэвид Хит          | Единогласное решение                     | UFC 70                                | 21 апреля 2007   | 3     | 5:00  | Манчестер, Великобритания   |                                                                            |
| Победа    | 9-0    | Сэм Хогер          | Единогласное решение                     | UFC 67                                | 3 февраля 2007   | 3     | 5:00  | Лас-Вегас, США              |                                                                            |
| Победа    | 8-0    | Вернон Уайт        | Единогласное решение                     | WFA: King of the Streets              | 22 июля 2006     | 3     | 5:00  | Лос-Анджелес, США           | Дебют в полутяжёлом весе                                                   |
| Победа    | 7-0    | Димитри Вандерлей  | TKO (удары)                              | Jungle Fight 6                        | 29 апреля 2006   | 3     | 3:24  | Манаус, Бразилия            |                                                                            |
| Победа    | 6-0    | Би Джей Пенн       | Единогласное решение                     | Hero’s 1                              | 26 марта 2005    | 3     | 5:00  | Сайтама, Япония             | Бой в открытом весе (Мачида — 102 кг, Пенн — 86,5 кг)                      |
| Победа    | 5-0    | Сэм Греко          | Раздельное решение                       | K-1 MMA ROMANEX                       | 22 мая 2004      | 3     | 5:00  | Сайтама, Япония             |                                                                            |
| Победа    | 4-0    | Майкл Макдональд   | Сдача (предплечьем сверху)               | K-1 Beast 2004 in Niigata             | 14 марта 2004    | 1     | 2:30  | Ниигата, Япония             |                                                                            |
| Победа    | 3-0    | Рич Франклин       | TKO (прямой удар ногой и удары руками)   | Inoki Bom-Ba-Ye 2003                  | 31 декабря 2003  | 2     | 1:00  | Кобе, Япония                | Бой в промежуточном весе (97 кг).                                          |
| Победа    | 2-0    | Стефан Боннар      | TKO (остановка по решению врача)         | Jungle Fight 1                        | 13 сентября 2003 | 1     | 4:21  | Манаус, Бразилия            |                                                                            |
| Победа    | 1-0    | Кэнго Ватанабэ     | Единогласное решение                     | NJPW: Ultimate Crush                  | 2 мая 2003       | 3     | 5:00  | Токио, Япония               | Дебют в тяжелом весе                                                       |